# رود سائو فرانسیسکو
رود سائو فرانسیسکو (به پرتغالی: Rio São Francisco) رودی به‌طول تقریبی ۱۸۰۰ تا ۱۸۱۱ مایل (۲۸۹۶ – ۲۹۱۴ کیلومتر) است که در شرق برزیل جریان داشته و در پایان به اقیانوس اطلس می‌ریزد. این رود که یکی از مهمترین رودهای آمریکای جنوبی است از نظر طول چهارمین رود بزرگ قاره و بزرگترین رودی است که به‌طور کامل در داخل برزیل جریان دارد. این رود همچنین منبعی مهم برای تولید برقِ برقابی و آبیاری بخش‌های شرقی و شمال شرقی برزیل به‌شمار می‌رود.
نام رود سائو فرانسیسکو از نام سائو فرانسیسکو ده بورخا (فرانسیس بورجیای مقدس)، رهبر یسوعی‌ها در سدهٔ شانزدهم میلادی گرفته‌شده‌است.

## مشخصات
رود سائو فرانسیسکو در ارتفاع ۷۳۰ متری از سطح دریا و از دامنهٔ شرقی کوه‌های سرا دا کاناسترا در جنوب غربی ایالت میناس گرایس سرچشمه می‌گیرد. این رود سپس با پیمودن مسافتی بیش از ۱۰۰۰ مایل (۱۶۰۹ کیلومتر) به‌سمت شمال و گذر از ایالت‌های میناس گرایس و باهیا به شهرهای خوازیرو و پترولینا می‌رسد. در طول این مسیر مهمترین ریزابه‌های غربی سائو فرانسیسکو شامل رودهای پاراکاتو، اوروکویا، کورنته و گرانده و ریزابه‌های شرقی همچون رودهای ورده گرانده، پارامیریم و ژاکاره به آن می‌پیوندند.
سائو فرانسیسکو در حدود ۱۰۰ مایل (۱۶۱ کیلومتر) پایینتر از شهر پترولینا، به سمت شمال شرقی تغییر مسیر داده و در گستره‌ای ۳۰۰ مایلی شامل تندآب‌ها و آبشارها، مرز بین ایالت‌های باهیا (در جنوب) و پمامبوکو (در شمال) را تشکیل می‌دهد. تندآب‌های بالای رودخانه در دوره‌های پرآبی قابل کشتی‌رانی هستند اما بخش‌های پایین‌دست پترولینا غیر قایل عبورند. آبشار پائولو آلفونسو در مسیر سائو فرانسیسکو قرار دارد و رودخانه در بالادست آن با شدت و به‌طور ناگهانی تقسیم شده، تشکیل ۳ آبشار پی‌درپی را می‌دهد که از درون صخره‌های گرانیتی مسیرشان تا ۸۴ متر پایین می‌ریزند. رودخانه سپس در پایین‌دست آبشار مسیری در حدود ۳۰۶ کیلومتر را می‌پیماید تا در ۹۶ کیلومتری شمال شرقی آراکاژو، به اقیانوس اطلس بریزد.

## اهمیت
حوضهٔ آبخیز رود سائو فرانسیسکو تقریباً منطقه‌ای به مساحت ۶۳۱٬۲۰۰ کیلومتر مربع را در بر می‌گیرد. آب و هوای این حوضه خشک و گرم است و جنگل‌هایی از گیاهان خاردار در درهٔ بالادست رودخانه وجود دارد. این دره همچنین نواحی شمال شرقی و جنوب شرقی برزیل را به‌یکدیگر پیوند می‌دهد و برنامه‌های توسعه‌ای عظیمی در این محدوده به‌اجرا درآمده است. بهره‌برداری از آبشار پائولو آلفونسو و ساخت چندین سد بر روی رودخانه به بهبود شرایط اقتصادی در این ناحیه انجامیده و برق لازم برای بخش‌های شمال شرقی برزیل از طریق سدهای برقابی ساخته‌شده بر روی رود سائو فرانسیسکو تأمین می‌شود. همچنین ماهیان این رودخانه یکی از منابع اصلی غذایی مردم منطقه به‌شمار می‌روند.